# توني لويد (رسام)
توني لويد (بالإنجليزية: Tony Lloyd)‏ هو رسام أسترالي، ولد في 1970 في ملبورن في أستراليا.